# La muerte no es el final
La muerte no es el final ("A morte não é o final") é o hino entoado pelas Forças Armadas da Espanha em homenagem aos que morreram prestando seu serviço militar em toda a História dentro do Cerimonial em Homenagem aos Caídos pela Espanha. A adoção pelas forças armadas desta música, composta pelo sacerdote basco Cesáreo Gabaraín Azurmendi, tem sua origem no ano de 1981, quando o tenente general José María Sáenz de Tejada a escutou no transcurso de um funeral e imaginou como realizaria o translado da tradicional coroa de louros até à cruz nos cerimoniais militares de homenagem aos Caídos. O perfilamento da versão definitiva da música para aquele destino foi levada a cabo por Tomás Asiaín.

## Letra
Quando a pena nos alcança,
por um companheiro perdido.
Quando o adeus dolorido,
busca na fé sua esperança.
Em tua palavra confiamos
com a certeza que Tu:
Já o devolveste à vida,
já o levaste à luz.
Já o devolveste à vida,
já o levaste à luz.